# Bầu cử địa phương Ả Rập Xê Út 2015
Bầu cử địa phương ở các xã và thành phố Ả Rập Xê Út 2015 được tổ chức vào ngày 12 tháng 12 năm 2015. Đây là lần bầu cử địa phương đầu tiên trong lịch sử Ả Rập Xê Út mà phụ nữ có thể bỏ phiếu cũng như ra tranh cử. Trong kỳ bầu cử địa phương này, 2/3 số ghế tại 284 hội đồng địa phương, được bầu lại.

## Bối cảnh và diễn tiến
Đây là cuộc bầu cử lần thứ ba trong lịch sử vương quốc này, và là lần đầu tiên phụ nữ được tham gia bỏ phiếu và ứng cử, một quyết định của Quốc vương quá cố Abdullah. 40 năm trời từ năm 1965 đến 2005 Ả Rập Xê Út đã không có cuộc bầu cử nào.
Có 978 phụ nữ đã đăng ký tranh cử các ghế hội đồng địa phương, cùng với 5.938 ứng cử viên nam giới và khoảng 130.000 phụ nữ đã đăng ký đi bầu cử. Con số này vẫn rất thấp so với số cử tri nam khoảng 1,35 triệu người. Các ứng cử viên phu nữ không được nói chuyện trực tiếp với các cử tri nam .
Có 2.100 ghế trong hội đồng sẽ được chọn qua kỳ bầu cử này. Thêm vào đó 1.050 ghế sẽ được chỉ định bởi Quốc vương.
Thông tấn xã nhà nước Saudi (SPA) tường thuật, có ít nhất 4 phụ nữ đã được bầu ở Mecca, Jawf và Tabuk. Các thông tấn xã khác cho biết con số này từ 9 cho tới 17 người.